# Абант (озеро)
Абант (тур. Abant Gölü) — озеро в Турции, располагающееся севернее одноимённого хребта гор Абант-Сильсилеси, в 32 километрах от города Болу, на высоте 1328 метров над уровнем моря. Площадь его поверхности составляет около 1,25 км². Наибольшая глубина — 18 метров. С северной стороны из озера вытекает река Абант, относящаяся к бассейну реки Деврек, левого притока реки Фильос (Енидже).
Озеро находится на территории одноимённого природного парка площадью 1200 гектаров. Парк отличается биоразнообразием и является популярным местом отдыха. На его территории отмечен 1221 вид животных и растений, из которых по крайней мере 60 являются эндемиками. В число эндемичных видов входят полсотни представителей флоры, вид лосося — Salmo abanticus, один подвид крысы, три вида беспозвоночных.